# 鷲頭神社
鷲頭神社（わしづじんじゃ）は、静岡県沼津市大平（おおひら）にある神社。
現在は長泉町の割狐塚稲荷神社の兼務社となっている。

## 概要
沼津市の東端、静浦山地と狩野川に挟まれた大平地区の南端、大平山の南麓の先にある小山（天満山）の山上に鎮座している。
またそこから南西の鷲頭山の山頂に奥宮として祠が建っている。
式内社である大朝神社の論社に挙げられることもあるが、治水・干ばつのための祈願をするために文明元年（1469年）に伊予の神社から水神である高龗神を勧請したという創建の社伝が残っているため、有力視されていない。
創建当初は現在地から少し南西の、鷲津山山麓の戸ケ谷の観音堂横に鎮座したとされるが、文明13年（1481年）に鷲巣山山頂に遷座した。
明治7年（1874年）に現在地である天満山山頂に遷座して天神社と村中の神社を合祀、明治8年（1875年）に村社に列する。

## 祭神
- 高龗神